# Bandeja paisa
La bandeja paisa (paisa es refereix a algú de la Regió Paisa), amb les variacions conegudes com bandeja de arriero, bandeja montañera o bandeja antioqueña, és el plat més representatiu de la regió, típic de la cuina antioqueña, corresponent als actuals territoris d'Antioquia, el Viejo Caldas o Eix Cafetero (Caldas, Quindío i Risaralda), part del nord del Valle del Cauca i el nord del Tolima, Colòmbia.
La característica fonamental d'aquest plat és la seva enorme abundància, tant en quantitat com en varietat d'aliments, de tal manera que la bandeja paisa completa només és possible servir-la en plats grans anomenats safates.

## Ingredients
Aquest plat es serveix en una vaixella àmplia, de diverses peces, i ovalada (tipus safata). En la seva presentació clàssica tradicional o autòctona està compost per catorze ingredients invariables; dotze d'ells disposats en les esmentades safates o plats, i dos més com a acompanyament:
- Arròs blanc[1]
- Carn de bovì en pols, i sudada o rostida
- Chicharrón
- Ou ferrat
- Tallades de plàtan madur o Patacón
- Xoriço antioqueño amb llimona
- Arepa antioqueña[1]
- Hogao amb tomàquet i ceba
- Fesol Cargamanto
- Tomàquet vermell en rodanxes
- Alvocat[1]

Acompanyament
- mazamorra amb llet
- Panela molta, dolç mascle o bocadillo de guayaba.